# Stéphen Liégeard
Stéphen Liégeard (Dijon, 29 de marzo de 1830-Cannes, 29 de diciembre de 1925) fue un abogado, administrador, diputado, escritor y poeta francés. Fue quien dio el nombre de Côte d'Azur a la Riviera Francesa.

### Citas
1. ↑  «Stéphen Liégeard (1830-1925)» (en francés). Consultado el 27 de julio de 2018.